# Grand Prix Formule 1 van Argentinië 1974
De Grand Prix Formule 1 van Argentinië 1974 werd gehouden op 13 januari 1974 op het Autódromo Oscar Alfredo Gálvez bij Buenos Aires.

## Uitslag
| Positie | Nr | Rijder               | Team              | Ronden | Tijd/Opgave     | Startplaats | Punten |
| ------- | -- | -------------------- | ----------------- | ------ | --------------- | ----------- | ------ |
| 1       | 6  | Denny Hulme          | McLaren-Ford      | 53     | 1:41:02.01      | 10          | 9      |
| 2       | 12 | Niki Lauda           | Ferrari           | 53     | + 9.27          | 8           | 6      |
| 3       | 11 | Clay Regazzoni       | Ferrari           | 53     | + 20.41         | 2           | 4      |
| 4       | 33 | Mike Hailwood        | McLaren-Ford      | 53     | + 31.79         | 9           | 3      |
| 5       | 14 | Jean-Pierre Beltoise | BRM               | 53     | + 51.84         | 14          | 2      |
| 6       | 4  | Patrick Depailler    | Tyrrell-Ford      | 53     | + 1:52.48       | 15          | 1      |
| 7       | 7  | Carlos Reutemann     | Brabham-Ford      | 52     | Geen benzine    | 6           |        |
| 8       | 10 | Howden Ganley        | March-Ford        | 52     | Geen benzine    | 19          |        |
| 9       | 15 | Henri Pescarolo      | BRM               | 52     | + 1 Ronde       | 21          |        |
| 10      | 5  | Emerson Fittipaldi   | McLaren-Ford      | 52     | + 1 Ronde       | 3           |        |
| 11      | 27 | Guy Edwards          | Lola-Ford         | 51     | + 2 Ronden      | 25          |        |
| 12      | 28 | John Watson          | Brabham-Ford      | 49     | + 4 Ronden      | 20          |        |
| 13      | 1  | Ronnie Peterson      | Lotus-Ford        | 48     | + 5 Ronden      | 1           |        |
| NF      | 26 | Graham Hill          | Lola-Ford         | 45     | Motor           | 17          |        |
| NF      | 2  | Jacky Ickx           | Lotus-Ford        | 36     | Koppeling       | 7           |        |
| NF      | 8  | Richard Robarts      | Brabham-Ford      | 36     | Versnellingsbak | 22          |        |
| NF      | 9  | Hans Joachim Stuck   | March-Ford        | 31     | Koppeling       | 23          |        |
| NF      | 37 | François Migault     | BRM               | 31     | Waterlek        | 24          |        |
| NF      | 3  | Jody Scheckter       | Tyrrell-Ford      | 25     | Motor           | 12          |        |
| NF      | 18 | Carlos Pace          | Surtees-Ford      | 21     | Ophanging       | 11          |        |
| NF      | 20 | Arturo Merzario      | Iso Marlboro-Ford | 19     | Oververhitting  | 13          |        |
| NF      | 24 | James Hunt           | March-Ford        | 11     | Oververhitting  | 5           |        |
| NF      | 19 | Jochen Mass          | Surtees-Ford      | 10     | Motor           | 18          |        |
| NF      | 16 | Peter Revson         | Shadow-Ford       | 1      | Ongeluk         | 4           |        |
| NF      | 17 | Jean-Pierre Jarier   | Shadow-Ford       | 0      | Ongeluk         | 16          |        |

## Statistieken
| Pole-position | Ronnie Peterson | Lotus-Ford | 1:50.78 |
| Snelste ronde | Clay Regazzoni  | Ferrari    | 1:52.10 |

## Noot
- Dit was het debuut van de Britse coureurs Guy Edwards en Richard Robarts en de Duitse coureur Hans-Joachim Stuck.
- Tiende pole position voor Ronnie Peterson.
- Eerste rondes als raceleider voor Carlos Reutemann.
- Eerste podiumplaats voor Niki Lauda en tiende podiumplaats voor Clay Regazzoni.

1953 · 1954 · 1955 · 1956 · 1957 · 1958 · 1960 · 1971 · 1972 · 1973 · 1974 · 1975 · 1977 · 1978 · 1979 · 1980 · 1981 · 1995 · 1996 · 1997 · 1998